# Doroña (Villarmayor)
Doroña (llamada oficialmente Santa María de Doroña) es una parroquia española del municipio de Villarmayor, en la provincia de La Coruña, Galicia.

## Entidades de población
Entidades de población que forman parte de la parroquia:
- Casanova (A Casanova)
- Fraga (A Fraga)
- Greleira (A Greleira)
- Arnelas
- Rocha (A Rocha)
- Viaxe (A Viaxe)
- Breanca
- Cioy (Cioi)
- Doroñeira
- Fontevieita (Fontebieita)
- Libureo
- Abeledo (O Abeledo)
- Casal (O Casal)
- Castelo (O Castelo)
- Castrillón (O Castrillón)
- Castro (O Castro)
- Loureiro (O Loureiro)
- Pazo (O Pazo)
- Palay (Palai)
- Pousada
- Puzás
- Rieiro
- Socamiño (Sucamiño)
- Balbón (Valbón)
- A Casa do Lugués
- A Casilla
- A Xesteira

## Demografía
| Gráfica de evolución demográfica de Doroña entre 2000 y 2019 |
|                                                              |
| Datos según el nomenclátor publicado por el INE.             |